# Henri Bencolin
Henri Bencolin es un personaje ficticio creado en 1926 por el escritor estadounidense John Dickson Carr. Bencolin fue el primer personaje detectivesco creado por Carr, apareciendo en cinco novelas de misterio entre 1930 y 1938, así como también en cuatro cuentos cortos publicados anteriormente. Carr abandonó el personaje de Bencolin en 1932, recurriendo a este por última vez en la novela de 1938, The Four False Weapons, prefiriendo en su lugar centrarse en el mucho más popular y carismático personaje de Gideon Fell.

### Novelas
- It Walks By Night (1930)
- Castle Skull (1931)[3]
- The Lost Gallows (1931)
- The Waxworks Murder (1932)
- The Four False Weapons (1938)

### Historias cortas
- The Shadow of the Goat (1926)
- The Fourth Suspect (1927)
- The End of Justice (1927)
- The Murder in Number Four (1928)